# HMS Tantalus (P318)
| «Танталус»                                                            | «Танталус»                                                                                               | «Танталус»                                                                                               |
| --------------------------------------------------------------------- | --- | --- |
| HMS Tantalus (P318)                                                   | | |
|                                                                       | | |
| Британський підводний човен «Танталус» типу «T». 5 серпня 1948        | | |
| Верф                                                                  | Vickers-Armstrongs, Барроу-ін-Фернесс                                                                    | Vickers-Armstrongs, Барроу-ін-Фернесс                                                                    |
| Під прапором                                                          | Велика Британія                                                                                          | Велика Британія                                                                                          |
| Належність                                                            | Військово-морські сили Великої Британії                                                                  | Військово-морські сили Великої Британії                                                                  |
| Порт приписки                                                         | Коломбо                                                                                                  | Коломбо                                                                                                  |
| На честь                                                              | єдиний корабель флоту на ім'я «Танталус»                                                                 | єдиний корабель флоту на ім'я «Танталус»                                                                 |
| Замовлення                                                            | 4 листопада 1940                                                                                         | 4 листопада 1940                                                                                         |
| Закладений                                                            | 6 червня 1942                                                                                            | 6 червня 1942                                                                                            |
| Спуск на воду                                                         | 24 лютого 1943                                                                                           | 24 лютого 1943                                                                                           |
| Введений до складу флоту                                              | 2 червня 1943                                                                                            | 2 червня 1943                                                                                            |
| На службі                                                             | 1943–1950                                                                                                | 1943–1950                                                                                                |
| Сучасний статус                                                       | у листопаді 1950 року розібраний на брухт у Мілфорд-Гейвен                                               | у листопаді 1950 року розібраний на брухт у Мілфорд-Гейвен                                               |
| Бойовий досвід                                                        | Друга світова війна Війна на Тихому океані * Операція «Меридіан»                                         | Друга світова війна Війна на Тихому океані * Операція «Меридіан»                                         |
| Проєкт                                                                | | |
| Тип ПЧ                                                                | крейсерський дизель-електричний підводний човен                                                          | крейсерський дизель-електричний підводний човен                                                          |
| Основні характеристики                                                | | |
| Швидкість (надводна)                                                  | 15,5 вузлів (29 км/год)                                                                                  | 15,5 вузлів (29 км/год)                                                                                  |
| Швидкість (підводна)                                                  | 9 вузлів (20 км/год)                                                                                     | 9 вузлів (20 км/год)                                                                                     |
| Робоча глибина занурення                                              | 91 м | 91 м |
| Дальність плавання                                                    | 4 500 миль (8 330 км) на швидкості 11 вузлів (надводна) 70 миль (130 км) на швидкості 4 вузли (підводна) | 4 500 миль (8 330 км) на швидкості 11 вузлів (надводна) 70 миль (130 км) на швидкості 4 вузли (підводна) |
| Екіпаж                                                                | 61 офіцер та матрос                                                                                      | 61 офіцер та матрос                                                                                      |
| Розміри                                                               | | |
| Довжина найбільша (по КВЛ)                                            | 84,28 м                                                                                                  | 84,28 м                                                                                                  |
| Ширина корпусу найб.                                                  | 7,7 м | 7,7 м |
| Середня осадка (по КВЛ)                                               | 4,45 м                                                                                                   | 4,45 м                                                                                                   |
| Водотоннажність надводна                                              | 1 290 тонни                                                                                              | 1 290 тонни                                                                                              |
| Водотоннажність підводна                                              | 1 560 тонн                                                                                               | 1 560 тонн                                                                                               |
| Силова установка                                                      | | |
| Дизель-електрична: 2 × дизельних двигуни Admiralty 2 × електродвигуни | | |
| Гвинти                                                                | 2 | 2 |
| Потужність                                                            | 2 500 к.с. (дизель) 1 450 к.с. (електродвигун)                                                           | 2 500 к.с. (дизель) 1 450 к.с. (електродвигун)                                                           |
| Озброєння                                                             | | |
| Артилерія                                                             | 1 × 102-мм гармата QF 4 inch Mk XII                                                                      | 1 × 102-мм гармата QF 4 inch Mk XII                                                                      |
| Торпедно- мінне озброєння                                             | 11 × 533-мм торпедних апаратів 17 торпед                                                                 | 11 × 533-мм торпедних апаратів 17 торпед                                                                 |
| ППО                                                                   | 3 зенітних кулемети                                                                                      | 3 зенітних кулемети                                                                                      |

«Танталус» (англ. HMS Tantalus (P318) — військовий корабель, підводний човен типу «T» 3-ї серії Королівського військово-морського флоту Великої Британії часів Другої світової війни.

## Історія створення
Підводний човен «Танталус» був закладений 6 червня 1942 року на верфі компанії Vickers-Armstrongs у Барроу-ін-Фернессі. 24 лютого 1943 року він був спущений на воду, а 2 червня 1943 року увійшов до складу Королівських ВМС Великої Британії. 

## Історія служби
Субмарина брала участь у бойових діях на морі в Другій світовій війні; корабель бився переважно на Тихому океані.
За час війни він потопив малайзійські буксир «Кампунг Бесар» і судно «Пуло Саланама» у квітні 1944 року. Також на його рахунку потоплені вантажні судна японської армії «Амагі Мару» та «Хійосі Мару», японське вантажне судно «Хачіїн Мару», японське каботажне судно «Паланг Мару», японське рибальське судно «Тайсей Мару» № 12, японський буксир та три баржі, невідоме японське судно. Також британський човен затопив сіамське вітрильне судно, і стверджував, що пошкодив ще одне. «Танталус» також пошкодив буксир і японського мисливця на підводні човни Ch 1. Він також атакував, але невдало японський підводний човен I-166, який пізніше того ж дня знищив «Телемахус».
«Танталус» пережив війну і продовжив службу у Королівському флоті, нарешті був утилізований у Мілфорд-Гейвені в листопаді 1950 року.